# 오인표
오인표(吳仁標, 1997년 3월 18일 ~ )는 대한민국의 축구 선수로, 포지션은 오른쪽 윙어, 왼쪽 윙어, 오른쪽 풀백이며 현재 서울 이랜드에서 김천 상무로 군 복무 하고있다.